# Matthew Ryan (Reiter)

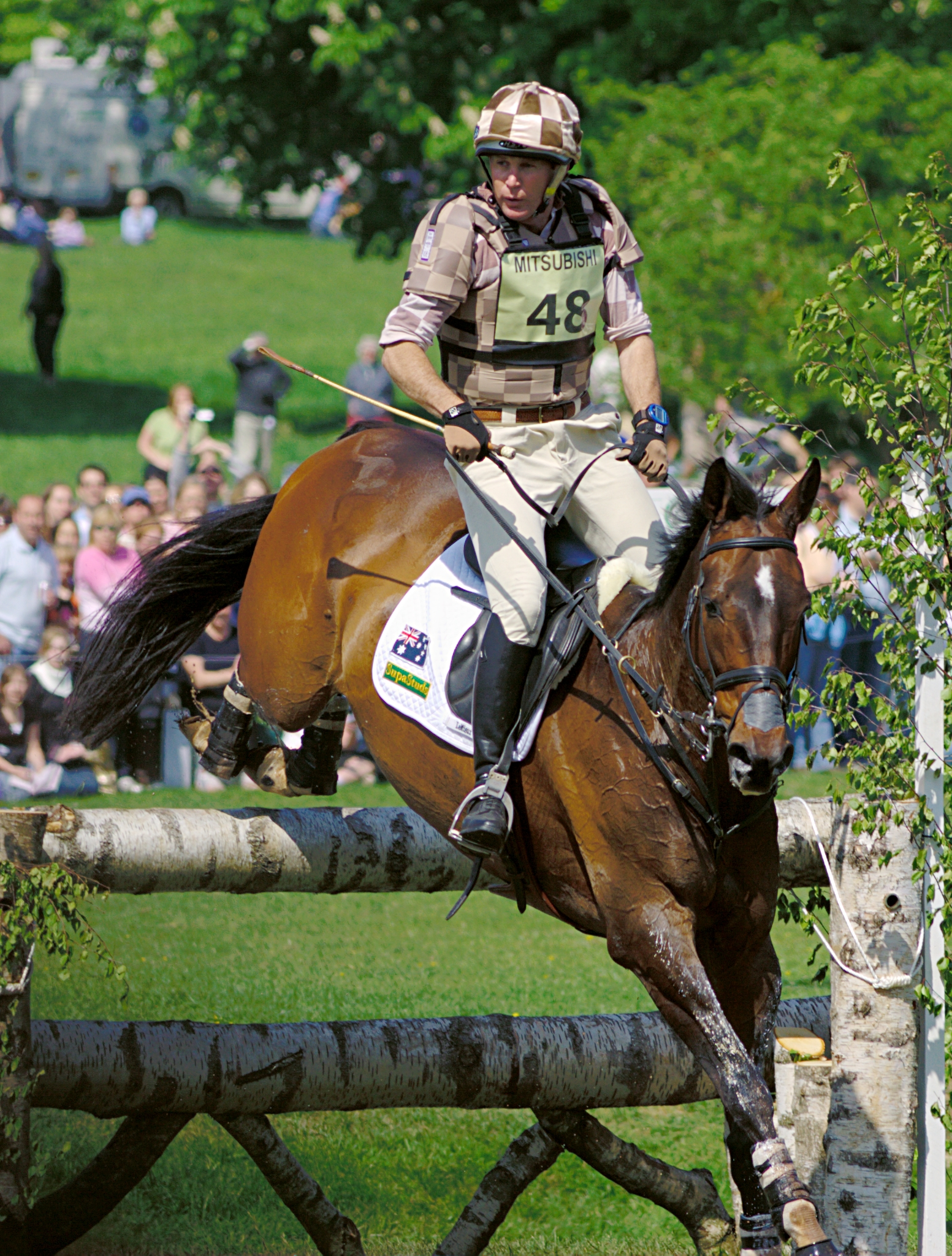
Matthew Ryan bei den Badminton Horse Trials 2007

Matthew Ryan, OAM, (* 3. Juni 1964 in Sydney) ist ein ehemaliger australischer Vielseitigkeitsreiter und Pferdezüchter. Mit drei olympischen Goldmedaillen gehört er zu den Erfolgreichsten seiner Sportart.
Der jüngste von vier Brüdern begann im Alter von vier Jahren zu reiten. 1984 zog er nach Großbritannien und wurde ein Jahr lang vom dreifachen Olympiasieger Richard Meade trainiert. Nachdem er 1985 nach Australien zurückgekehrt war, arbeitete er mit seinem zweitältesten Bruder Simon auf dem elterlichen Schafzuchtbetrieb. Ab 1987 lebte er zusammen mit seinem ältesten Bruder Heath und dessen Ehefrau im Reitsportzentrum des Bundesstaates New South Wales. Bei den Olympischen Sommerspielen 1988 in Seoul war er Ersatzreiter, kam aber nicht zum Einsatz.
Mit dem Pferd Kibah Tic Toc gewann Ryan bei den Olympischen Sommerspielen 1992 in Barcelona als erster Australier die Goldmedaille in der Einzelwertung und mit dem Team. Vier Jahre später gehörte er wiederum zu den Favoriten, doch da beide Pferde, mit denen er sich qualifiziert hatte, sich wenige Tage vor dem Wettkampf verletzten, musste er auf einen Start in Atlanta verzichten. Bei den Olympischen Sommerspielen 2000 in seiner Heimatstadt Sydney wurde Ryan zum dritten Mal Olympiasieger (in der Teamwertung mit dem Pferd Kibah Sandstone). Vier Jahre später in Athen war er Ersatzreiter. Im September 2013 gab sein Karriereende als Reiter bekannt, zukünftig möchte er sich auf Training, Unterrichtserteilung und Medienarbeit konzentrieren.
Matthew Ryan ist verheiratet und lebt seit 1989 bei Abergavenny im Südosten von Wales, wo er ein Gestüt betreibt.